# 西部戦線異状なし (テレビ映画)
『西部戦線異状なし』（せいぶせんせんいじょうなし、原題：All Quiet on the Western Front）は、1979年放送のアメリカ合衆国・イギリスの戦争映画。エーリヒ・マリア・レマルクによる同名小説(Im Westen nichts Neues)の映画化であり、1930年公開の映画に次ぐ2度目の映像化。11月14日にCBSほかで放送されたテレビ映画である。
日本では、1981年4月4日に放送され、DVDが東北新社より2005年8月25日に発売されている。

## 概要
アカデミー賞最優秀作品賞、および最優秀監督賞を受賞した1930年の映画『西部戦線異状なし』のリメイク版であり、本作ではカラー映像作品となっている。1980年度のゴールデングローブ賞、最優秀テレビ映画作品賞受賞。
監督をデルバート・マン、ポール役にリチャード・トーマス、カット（カチンスキー）役をアーネスト・ボーグナインが務めた。

## ストーリー
第一次世界大戦のさ中、ドイツ帝国のとある田舎町のギムナジウム。絵と詩を愛したポール（リチャード・トーマス）を始め、同級生のフランツ、ムラー、アルバート、ベームら生徒たちは半ば強制的に卒業試験に全員合格し、熱狂的な愛国論を語る老教師の言葉に感化され、全員が志願兵となった。
出征した少年達は過酷な訓練の後、西部戦線へと送られる。訓練とはまったく異なる本物の戦争を目の当たりにして衝撃を受ける若者たちに、戦場で生き延びて行く為のノウハウを授けてくれたのは、古参兵であり班長となるカット（アーネスト・ボーグナイン）だった。連日の戦闘の中、ひとり、またひとりとクラスメイトたちが戦死していく。ある夜の戦闘でポールは砲弾穴へ身を隠したが、同じ穴に飛び込んできたフランス兵をとっさに刺突する羽目になる。仏兵はしばらく死ななかったため、ポールは手当てを試みたがやがて彼は死に、その兵士のポケットから彼の妻子の写真を見つけポールは胸を痛める。
そして数か月後の移動中、ポールは砲撃により負傷して病院へ送られる。やがて傷も癒え、休暇をもらった彼は帰郷した。しかし父や在郷の老齢者たちは勝利をいまだ疑わず、母校では相変わらず老教師が戦争を讃え、愛国心を説いている。自宅でも心が休まらないポールは休暇を切り上げて前線へ復帰した。
隊に戻るとまた旧友は減っていた。カットは相変わらずだったが、再会を喜んだのも束の間、敵の砲撃を受けポールの背中で頭に致命傷を負い、死んでしまった。アメリカが参戦し、西部戦線は状況が悪化、ドイツの敗北が濃厚となり始めていた。
終戦も近い秋の日、隊の古参兵はポールだけとなった。他は若い少年兵が主であった。負傷し故郷へ返されたアルバートへ『生き残ったのは僕らだけだ』とポールは手紙をしたためる。戦場は珍しく静かだった。塹壕の外、ポールはヒバリの鳴き声に気付き、手帳にスケッチをし始める。その姿をよく見ようと身を乗り出した時、1発の銃弾によりポールは塹壕の泥の中に倒れ伏した。

## 出演者
※括弧内は日本語吹替（初回放送1981年4月4日 NHK『劇映画』20:00-22:14）
- ポール・バウマー：リチャード・トーマス（下條アトム）
- カチンスキー：アーネスト・ボーグナイン（金井大）
- カントレック：ドナルド・プレザンス（宮川洋一）
- ヒンメルストス：イアン・ホルム（川辺久造）
- ポールの母：パトリシア・ニール（初井言栄）
- クロップ：ダイ・ブラッドレイ（池田秀一）
- ミュラー：マシュー・エヴァンス（玄田哲章）
- ポールの父：マイケル・シェアード（上田敏也）
- ポールの妹：カテリーナ・リロワ（宗形智子）

- その他の声の出演：中村秀利、小比類巻孝一、鈴置洋孝、寺田誠、幹本雄之、藤本譲、寺島幹夫、銀河万丈
- 日本語版制作スタッフ：プロデューサー：小林安次（NHK）、演出：中野寛次、翻訳：飯嶋永昭、日本語版制作・著作：東北新社

## 本映画の特徴
戦場シーンは当時のチェコスロヴァキアの採炭地跡の廃村等で行われ、英国より持ち込まれた70トンの爆薬で実際に居住に供されていた古い建物を多数破壊する好機に恵まれ、5台ものカメラを多用して撮影された。
そのため、156分に及ぶ作中において、塹壕戦の最前線は砲弾により耕されたと表現される草木さえまともに残らない広大な場景が再現されており、兵士達が休憩するわずかな後方でさえ、ほとんどの建物が損壊しているという破壊の限りが尽くされた西部戦線が表現されている。
1930年度版の映画『西部戦線異状なし』と同様に、主要登場人物の使用する言語は英語である。そのためか、登場人物の名前は大半が英語読みに変えられている（主人公のポールは、本来のドイツ語読みではパウルとなる）。
登場するドイツ兵たちの軍装についても、前半と後半で異なる点も同様である。主に特徴的であるのは、革製の軍帽「ピッケルハウベ」が、後半に移ると金属製の「シュタールヘルム」として知られる1916年型、あるいは1918年型ヘルメットに変わっている。軍服に関しては、多くのボタンが並んだ上衣から、後期型とも言える隠しボタンを用いた省力化されたものが冒頭より混在している。これらの後半の軍装品は、後のワイマール共和国、ナチス・ドイツ時代のドイツ国防軍時代の装備品の原型となったものであるため、印象的に似たものとなっている。
こうした装備の変化は、作中においても新兵の装備から更新されていった様子が描写されている。ポール達の中隊が全員装備を更新したのは、ヴィルヘルム2世の閲兵を受けた時となっている。これらの変化は実際に当時のドイツ軍で見られたものである。ただし、原作の主人公たちは最初からスチールヘルメットを支給されている。